# 贝里约
贝里约（法語：Berrieux，法語發音：[beʁjø]）是法国上法蘭西大區埃纳省的一个市镇，属于拉昂区。

## 地理
贝里约（49°29'16"N, 3°50'53"E）面积4.98 平方千米，位于法国上法蘭西大區埃纳省，该省份为法国北部内陆省份，北起北部省，西接索姆省和瓦兹省，东临阿登省和马恩省，西南至塞纳-马恩省，东北部与比利时接壤。
与贝里约接壤的市镇（或旧市镇、城区）包括：艾泽勒、科尔伯尼、古德朗库尔-莱贝略、瑞万库尔和达马里、圣托马。

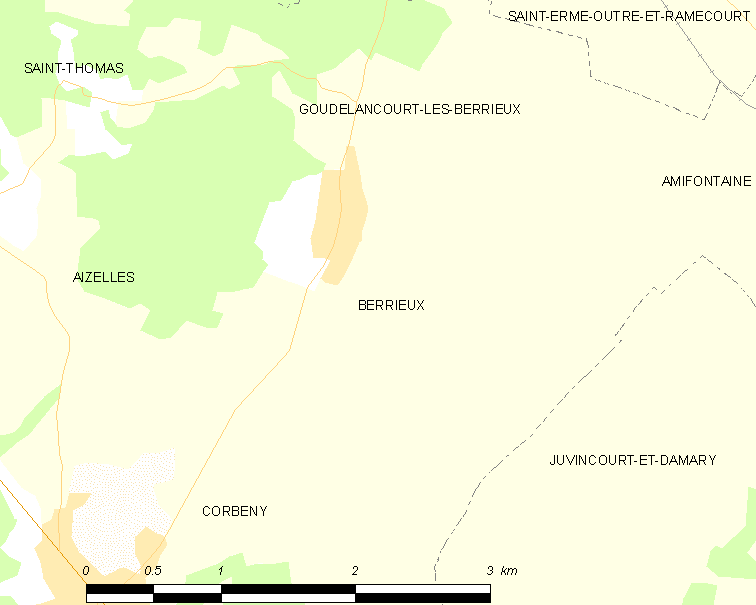
贝里约的OSM定位图

贝里约的时区为UTC+01:00、UTC+02:00（夏令时）。

## 行政
贝里约的邮政编码为02820，INSEE市镇编码为02072。

## 政治
贝里约所属的省级选区为埃纳河畔新城县。

## 人口

1962-2008年间贝里约人口变化图示

贝里约于2022年1月1日时的人口数量为177人。